# Agrahara, Hosadurga
Agrahara là một làng thuộc tehsil Hosadurga, huyện Chitradurga, bang Karnataka, Ấn Độ.